# General Leobardo C. Ruiz International Airport
General Leobardo C. Ruiz International Airport är en flygplats i Mexiko.   Den ligger i kommunen Zacatecas och delstaten Zacatecas, i den centrala delen av landet, 500 km nordväst om huvudstaden Mexico City. General Leobardo C. Ruiz International Airport ligger 2 176 meter över havet.
Terrängen runt General Leobardo C. Ruiz International Airport är en högslätt. Runt General Leobardo C. Ruiz International Airport är det ganska glesbefolkat, med 45 invånare per kvadratkilometer. Närmaste större samhälle är Zacatecas, 17,9 km sydost om General Leobardo C. Ruiz International Airport. Trakten runt General Leobardo C. Ruiz International Airport består till största delen av jordbruksmark.